# 台湾藓
台湾藓（学名：Taiwanobryum speciosum）为毛藓科台湾藓属下的一个种。